# Lilium speciosum
Lilium speciosum là một loài thực vật có hoa trong họ Liliaceae. Loài này được Thunb. miêu tả khoa học đầu tiên năm 1794.